# ويليام ويلكينسون (لاعب كريكت)
ويليام ويلكينسون (بالإنجليزية: William Wilkinson)‏ (1 سبتمبر 1899 بملبورن في أستراليا - 5 مايو 1974) هو لاعب كريكت أسترالي. لعب مع فريق فكتوريا للكريكت.

## وصلات خارجية
- ويليام ويلكنسون على موقع إي آس بي آن كريك إنفو (الإنجليزية)